# Home Alone: The Holiday Heist
Home Alone: The Holiday Heist (ook wel bekend als Home Alone 5) is een Amerikaanse televisiefilm uit 2012 en de vijfde film van de Home Alone-serie. De hoofdrollen worden vertolkt door Malcolm McDowell, Debi Mazar, Eddie Steeples en Christian Martyn.

## Verhaal
De tien jaar oude Finn Baxter verhuist met zijn ouders en zus Alexis van Californië naar Maine. Finn is geobsedeerd door het spelen van computerspellen en Alexis luistert heel de dag muziek. Ze weigeren beiden om vrienden te zoeken en willen terug naar hun oude huis in Californië. Op aandringen van zijn moeder gaat Finn toch praten met een buurjongen, genaamd Mason. Mason is heel de dag bezig met alles wat met sneeuw te maken heeft. Hij vertelt Finn ook een verhaal over een spook dat zou wonen in Finns nieuwe huis.
Wanneer de Baxters gaan winkelen breken Sinclair en Jessica, samen met hun nieuwe kluiskraker Hughes, in, op zoek naar een waardevol schilderij. In de kelder vinden ze een verborgen kluis. Na deze te hebben gekraakt ontdekken ze echter dat hij leeg is. Omdat de familie Baxter terugkomt, moeten de boeven snel het huis verlaten. Op hun terugweg zien ze echter een uitnodiging hangen voor een feestje die avond. Ze besluiten dan terug te komen om verder te zoeken.
's Avonds maken de ouders van Finn zich klaar om naar het feest, georganiseerd door haar nieuwe baas, te gaan. Finn en Alexis willen echter niet mee. Ze blijven alleen thuis. Hoewel zijn moeder zijn controller heeft meegenomen vindt Finn een andere en gaat zo toch computerspellen spelen. Op een gegeven moment zijn de batterijen echter op en gaat hij op zoek naar andere. Als hij die heeft gevonden rolt één batterij de kelder in. Omdat Finn nog steeds een beetje bang is door de spookverhalen, vraagt hij zijn zus of ze de batterij wil halen.
In de kelder vinden Finn en Alexis een verborgen ruimte achter de kluis. Hier hangt het schilderij waarnaar de boeven op zoek zijn. Finn gaat bang terug naar boven, maar Alexis blijft in de verborgen ruimte. Ze activeert per ongeluk een mechanisme waardoor de kluisdeur sluit. Door een rooster roept ze om hulp. Finn hoort het geroep een gaat spullen kopen om haar te bevrijden.
In de stad vangt Finn een gesprek van de boeven op over hun geplande inbraak in zijn huis. Hij vraagt zijn online-vriend Simon om hulp. Simon, die denkt dat het allemaal een spelletje is geeft hem tips voor het maken van vallen. De vallen zijn erg effectief maar op een gegeven moment vangen de boeven Finn. Gelukkig redt buurjongen Mason hem door het gooien van sneeuwballen.
Gamer Simon ontdekt vervolgens dat Finn met echte boeven te maken heeft en belt zijn moeder. Finns moeder kent Simon helemaal niet en door een misverstand denkt ze dat hij Alexis gegijzeld heeft. Ondanks de sneeuwstorm gaan ze toch zo snel mogelijk naar huis.
De boeven kraken de kluis en vinden daar Alexis. Finn activeert echter het mechanisme waardoor de kluisdeur sluit. Alexis weet nog snel naar buiten te glippen. De boeven zitten nu opgesloten in de kluis en de politie komt ze later halen. De familie Baxter krijgt een beloning voor het vinden van de boeven. Een deel van de beloning geven ze aan Simon, zodat hij met kerst zijn ouders kan bezoeken.

## Rolverdeling
- Christian Martyn als Finn Baxter
- Jodelle Ferland als Alexis Baxter
- Malcolm McDowell als Sinclair
- Debi Mazar als Jessica
- Eddie Steeples als Hughes
- Ellie Harvie als Catherine Baxter
- Doug Murray als Curtis Baxter
- Peter DaCunha als Mason
- Evan Scott als kerstman
- Ed Asner als Mr. Carson